# Daniel Sharpe
Pour les articles homonymes, voir Sharpe.
Daniel Sharpe (6 avril 1806-31 mai 1856) est un géologue anglais. Il est né à Nottingham Place, Marylebone, Middlesex. Il étudie un certain nombre de formations montagneuses en Grande-Bretagne et en Europe continentale et arrive à des conclusions importantes sur le clivage des roches.

## Biographie
Orphelin avant son premier anniversaire, il est pris en charge par une demi-sœur. La famille de sa mère possède une banque dans la City de Londres, et son oncle est Samuel Rogers, le poète et la figure littéraire. À l'âge de 16 ans, il entre au comptoir d'un marchand portugais à Londres. A 25 ans, après avoir passé un an au Portugal, il rejoint son frère aîné comme associé dans une entreprise commerciale portugaise.
En tant que géologue, il se fait d'abord connaître par ses recherches (1832-1840) sur la structure géologique du quartier de Lisbonne. Il étudie les roches siluriennes du Lake District et du nord du Pays de Galles (1842–1844), puis étudie la structure des Alpes (1854–1855). Il est élu à la Royal Society en 1850.
Il publie plusieurs essais sur le clivage (1847-1852) et montre à partir de la preuve de distorsion des restes organiques que la direction de la pression produisant des contorsions dans les roches est perpendiculaire aux plans de clivage.
La plupart de ses articles sont publiés dans le Quarterly Journal of the Geological Society, mais un "On the Arrangement of the Foliation and Cleavage of the Rocks of the North of Scotland"  est imprimé dans les Philosophical Transactions of the Royal Society in 1852. Il est également l'auteur d'une monographie sur les Céphalopodes de la Craie, publiée par la Société paléontographique (1853-1857). En 1856, il est élu président de la Société géologique de Londres, mais il meurt à Londres, des suites d'un accident de cheval, le 31 mai de cette année.